# Katalpa trubačovitá
Katalpa trubačovitá (Catalpa bignonioides) je opadavý listnatý strom. Vyrůstá do výšky až 20 metrů.

## Popis
Větve vyrůstají z kmene již nízko nad zemí. Nebývají rovné, jsou nejčastěji vzpřímené, ve spodní části stromu jsou často také zahnuté a rozložené.
Na povrchu kmene se borka zbarvuje do hněda až šedohněda. U mladších stromů je povrch kůry hladký, u starších stromů vytváří malé šupiny (oválné či hranaté).
Listy jsou nápadně světlezelené, vejčité až srdčité, a zřetelně široké a velmi dlouhé (až 20 cm). Většinou vyrůstají vstřícně, ale také mohou vytvářet přeslen až po třech listech. Líc listů je matný, na rubu jsou patrné chloupky. Typickým znakem jsou laloky, které mohou být na jedné či obou stranách listu. Není to však pravidlem a laloky se nemusí vytvořit vůbec.
Květy jsou až 5 cm široké, oboupohlavné, korunkovitého tvaru, skládající se z pěti okvětních plátků. Jsou bílé, jen uvnitř jsou patrné červené skvrnky. Vyrůstají na až 20 cm latách, které jsou téměř vždy vztyčené. Tento strom kvete během června až srpna.
Tobolkovité úzké plody jsou dlouhé až 40 cm.

## Nároky na stanoviště a půdu
Katalapa trubačovitá je náročná na živiny v půdě. Dokáže překonávat i tužší zimní období, avšak vadí jí pozdní mrazíky. Je tedy nutné ji vysazovat na chráněná místa mírnějších oblastí.

## Původní a současné rozšíření
Tento strom pochází ze Severní Ameriky. V současnosti se hojně vysazován v jižní Evropě, ve střední Evropě jich tolik neroste.

## Škůdce
Katalpy napadá štítenka morušová. Právě na katalpě byl tento invazní druh hmyzu poprvé zjištěn v České republice, a to v Pardubicích v roce 2005.

## Galerie

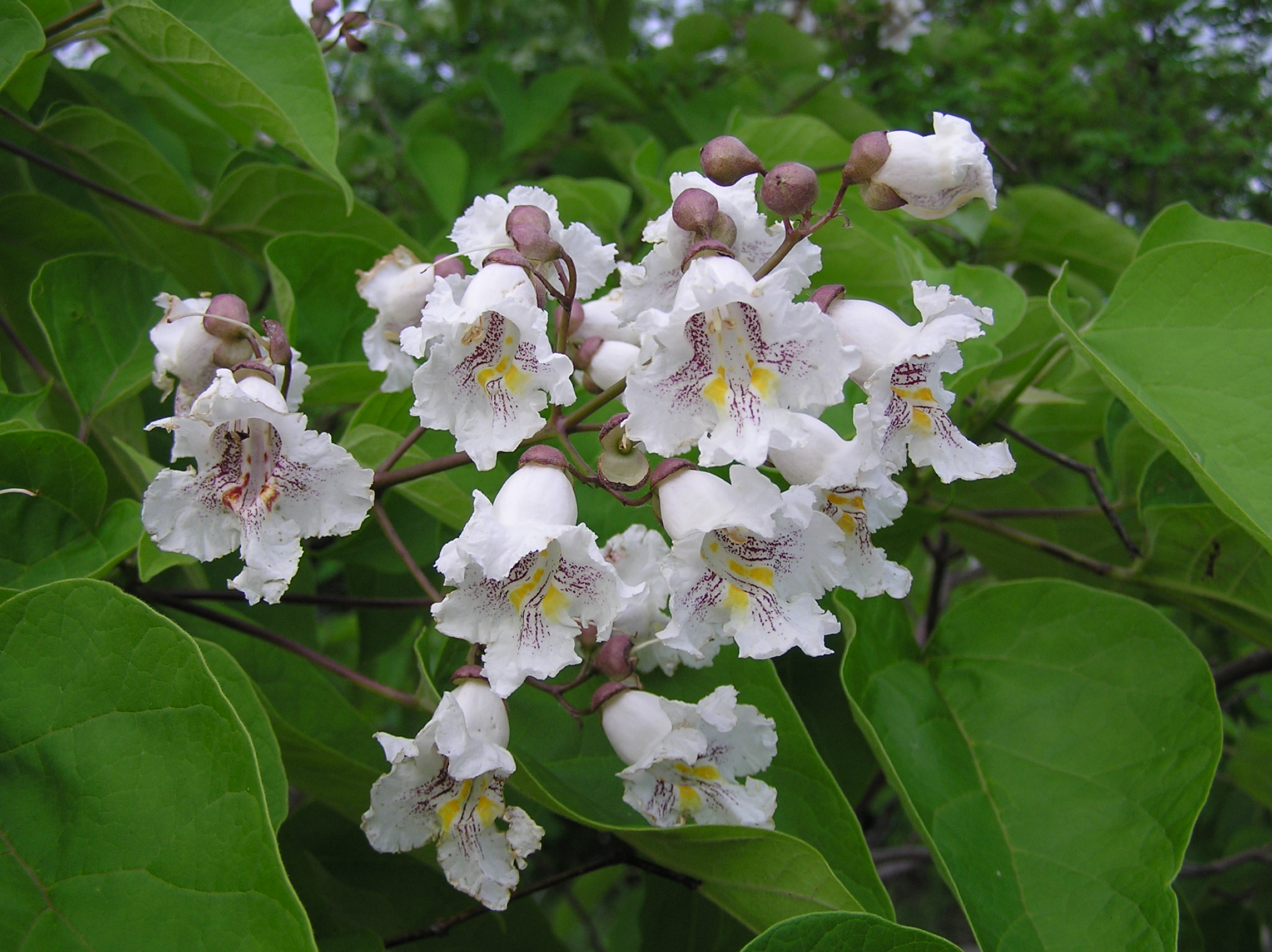
Květenství
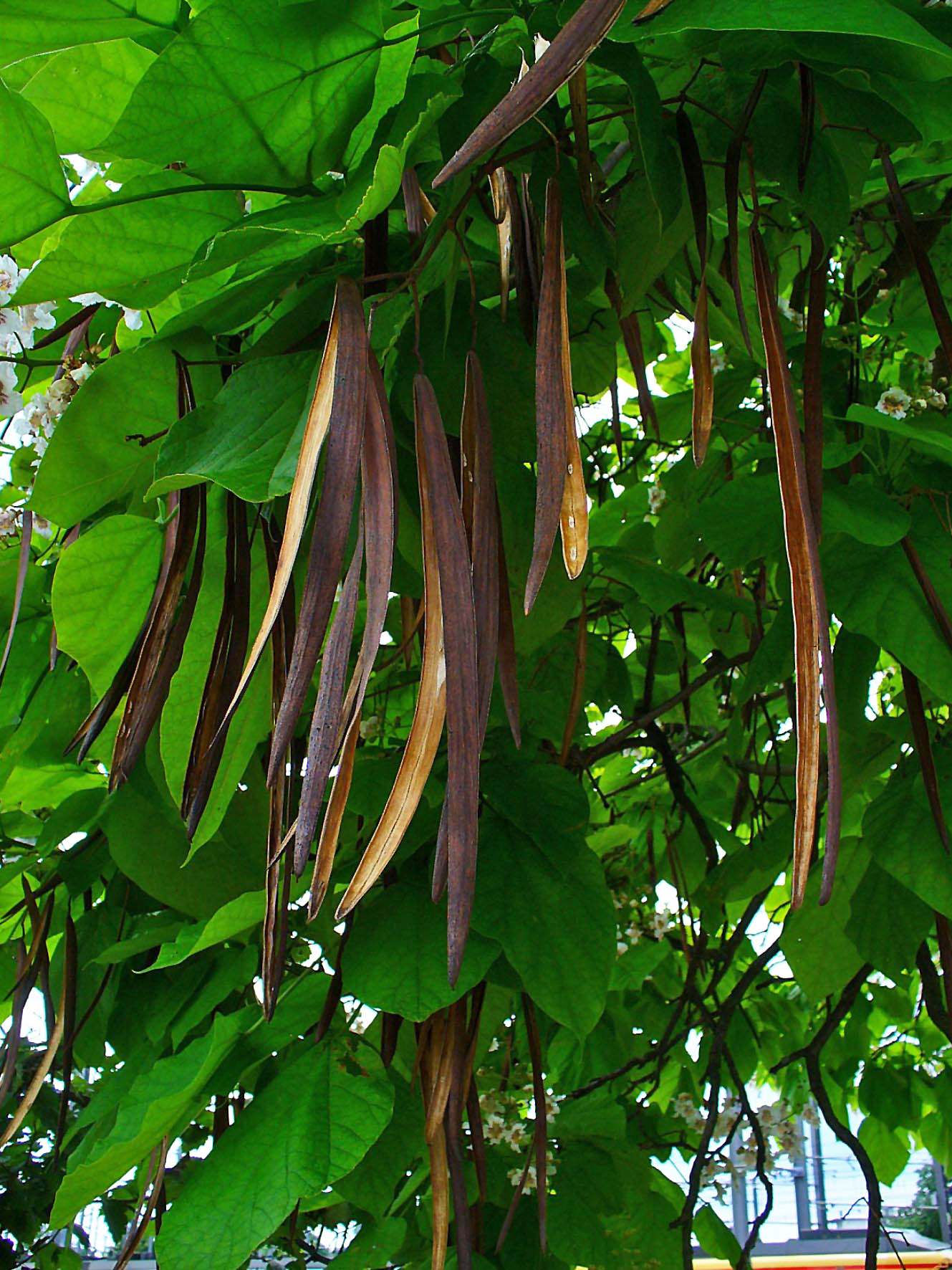
Plody
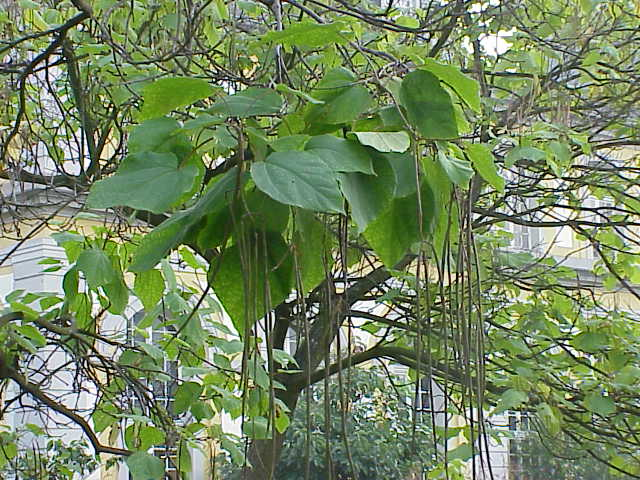
Strom s plody
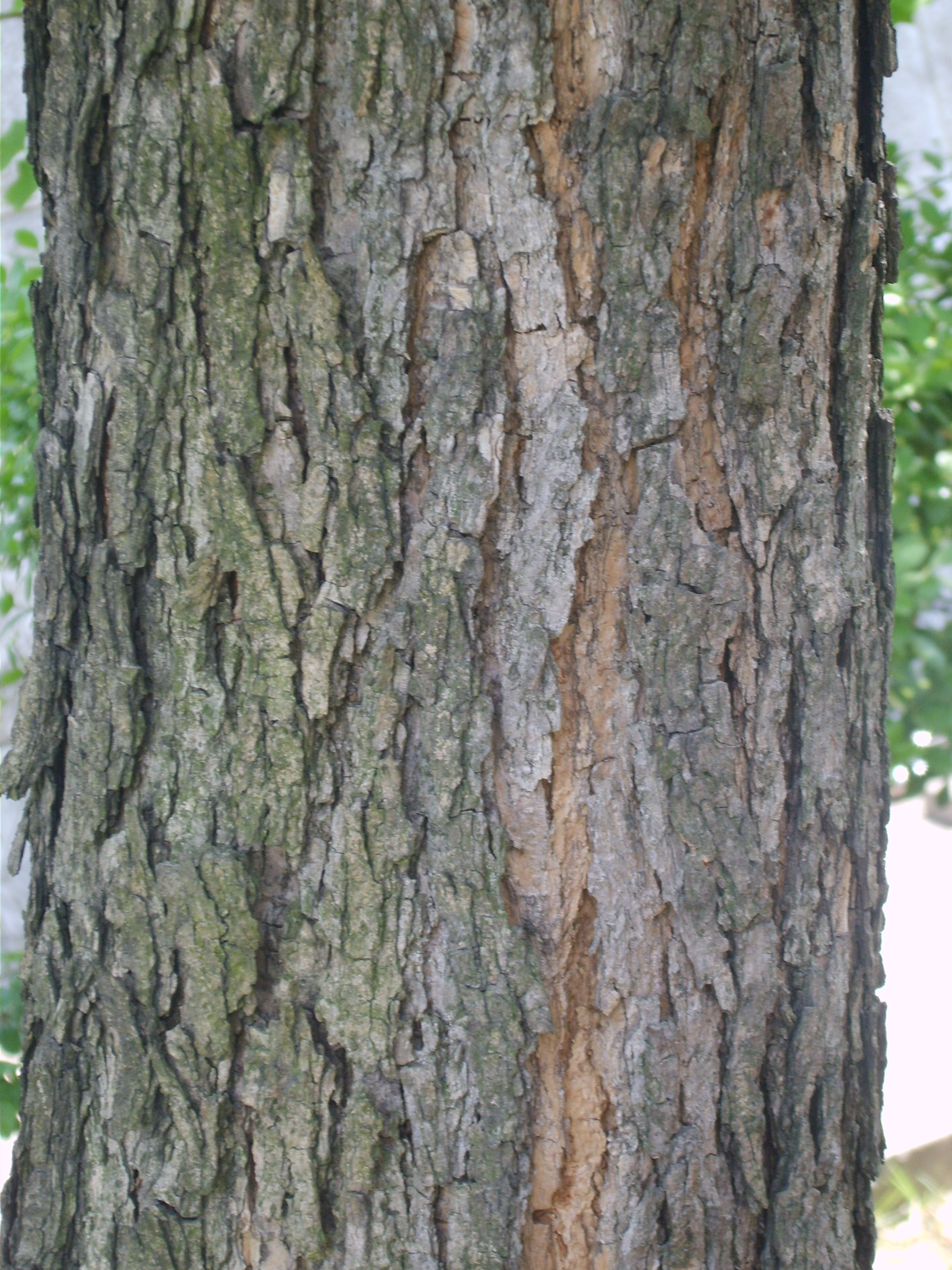
Kmen
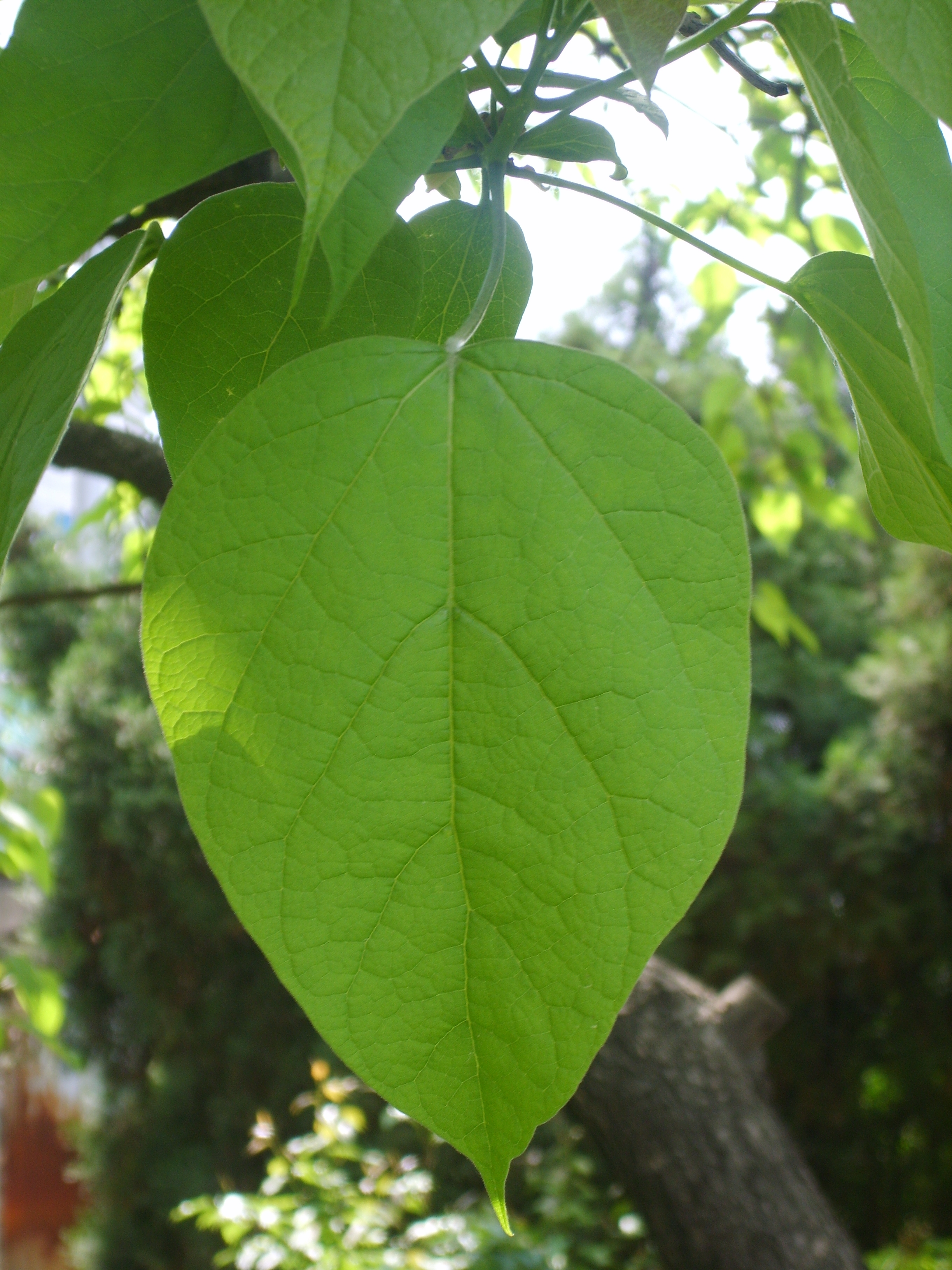
Listy